# Nazionale femminile di hockey su ghiaccio dell'Italia
La nazionale di hockey su ghiaccio femminile dell'Italia, detta anche Blue Team, è la squadra che rappresenta l'Italia nelle competizioni ufficiali e nelle amichevoli dell'hockey su ghiaccio femminile. Attiva dal 1992, è al 17º posto del ranking IIHF (2018), ma è arrivata fino all'11º posto, dopo la partecipazione ai Giochi olimpici di Torino 2006.

## I più grande successi
Nell'anno 2018 vince il mondiale Div. I B ad Asiago ed è promossa nella Div. 1 A.
Nell'anno 2014 la squadra nazionale femminile di hockey su ghiaccio vince la medaglia d'oro ai campionati del mondo vincendo il campionato del mondo della Div. II A ad Asiago, Italia in una finale combattuta fino all'ultimo davanti a 1700 spettatori.
Nell'anno 2006 l'Italia di hockey su ghiaccio femminile partecipa per la prima volta ai giochi olimpici (TORINO 2006). 
Nel 1999 vince la medaglia d'oro 

## Numeri
Vittoria più alta: 
Bulgaria: Italia - 0:41
02.09.2008 Liepaja 
qualificazioni olimpiche per Vancouver 2010
Sconfitta più alta:
Canada - Italia: 16:0
2006
Olimpiadi Torino 2006

## Miglior piazzamento ad un mondiale
Nazionale Senior: 16° (2018, 2005 e 2000)
Nazionale U 18: 10° (2023)

## Miglior Ranking IIHF
Nazionale Senior: 11° (2006)

## Record
Maggior numero di punti: 48 Federica Zandegiacomo 
Maggior numero di goal:30 Federica Zandegiacomo 
Maggior numero di assists:20 Eleonora Dalprà 
Maggior numero di penalità:147 Linda De Rocco 
Maggior numero di partite giocate:86 De Rocco, 84 De la Forest, 80 Zandegiacomo
Maggior numero di punti per partita (media su tutte le partite giocate): 1,5 Maria Leitner
Maggior numero di punti per mondiale:12 Nicol Bona (2004)
Maggior numero di gol per mondiale:8 Federica Zandegiacomo (2001)
Maggior numero di assist per mondiale: 9 Nicol Bona (2004)
Maggior numero di penalità per mondiale:33 Linda De Rocco (2008)

## Allenatori
Marco Liberatore (fino alla stagione 2018-2019)
Massimo Fedrizzi (dalla stagione 2019-2020)

## Campionato del mondo
| ann  | cittá                                                   | paese                                                   | posto totale                                            | allenatore                                              | Divi-sione                                              | posto in divi-sione                                     | Ranking mondiale |                     | U 18 posto totale         | U 18 div.                 | U 18 posto in div.        | allenatore |
| ---- | ------------------------------------------------------- | ------------------------------------------------------- | ------------------------------------------------------- | ------------------------------------------------------- | ------------------------------------------------------- | ------------------------------------------------------- | ---------------- | ------------------- | ------------------------- | ------------------------- | ------------------------- | ---------- |
| 2025 | Dumfries                                                | UK                                                      | 18* (Russia esclusa)                                    | Poirier                                                 | I B                                                     | 1 (promo-zione)                                         | 18               | Budapest, Hungary   | 10                        | I A                       | 2                         | Fedrizzi   |
| 2024 | Riga                                                    | Latvia                                                  | 20* (Russia esclusa)                                    | Poirier                                                 | I B                                                     | 3                                                       | 19               | Egna, Italy         | 10                        | I A                       | 2                         | Fedrizzi   |
| 2023 | Suwon                                                   | Korea                                                   | 20* (Russia esclusa)                                    | Fedrizzi                                                | I B                                                     | 3                                                       | 18               | Renon, Italy        | 10                        | I A                       | 2                         | Fedrizzi   |
| 2022 | Katowice                                                | Poland                                                  | 19* (Russia esclusa)                                    | Fedrizzi                                                | I B                                                     | 3                                                       | 17               |                     | 11                        | I A                       | 3                         | Fedrizzi   |
| 2021 | Beijing                                                 | China                                                   | cancelled due to Covid 19                               | cancelled due to Covid 19                               | cancelled due to Covid 19                               | cancelled due to Covid 19                               |                  | Gyor, Hungary       | cancelled due to Covid 19 | cancelled due to Covid 19 | cancelled due to Covid 19 |            |
| 2020 | Katowice                                                | Poland                                                  | cancelled due to Covid 19                               | cancelled due to Covid 19                               | cancelled due to Covid 19                               | cancelled due to Covid 19                               |                  | Fussen, Germania    | 13                        | I A                       | 5                         | Fedrizzi   |
| 2019 | Budapest                                                | Ungheria                                                | 16                                                      | Liberatore                                              | I A                                                     | 6 (retro-cessione)                                      | 17               | Radenthein, Austria | 12                        | I A                       | 4                         | Fedrizzi   |
| 2018 | Asiago                                                  | Italy                                                   | 16                                                      | Liberatore                                              | I B                                                     | 1 (promo-zione)                                         | 18/17            |                     | 11                        | I A                       | 3                         |            |
| 2017 | Katowice                                                | Poland                                                  | 19                                                      | Liberatore                                              | I B                                                     | 5                                                       | 19               |                     | 15                        | I B promozione            | 1                         |            |
| 2016 | Asiago                                                  | Italy                                                   | 18                                                      | Liberatore                                              | I B                                                     | 4                                                       | 20               |                     | 16                        | I quali-ficazione         | 2                         |            |
| 2015 | Beijing                                                 | China                                                   | 19                                                      | Liberatore                                              | I B                                                     | 5                                                       | 20               |                     | 16                        | I quali-ficazione         | 2                         |            |
| 2014 | Asiago                                                  | Italy                                                   | 21                                                      | Liberatore                                              | II A                                                    | 1 (promo-zione)                                         | 20/20            |                     | 18                        | I quali-ficazione         | 4                         |            |
| 2013 | Auckland                                                | New Zealand                                             | 22                                                      | Liberatore                                              | II A                                                    | 2                                                       | 19               |                     | 18                        | I quali-ficazione         | 4                         |            |
| 2012 | Hull                                                    | UK                                                      | 20                                                      | Liberatore                                              | I B                                                     | 6 (retro-cessione)                                      | 18               |                     | 18                        | I quali-ficazione         | 4                         |            |
| 2011 | Caen                                                    | Francia                                                 | 18                                                      | Liberatore                                              | II                                                      | 4                                                       | 17               |                     |                           |                           |                           |            |
| 2010 | campionato del mondo non svoltosi per i giochi olimpici | campionato del mondo non svoltosi per i giochi olimpici | campionato del mondo non svoltosi per i giochi olimpici | campionato del mondo non svoltosi per i giochi olimpici | campionato del mondo non svoltosi per i giochi olimpici | campionato del mondo non svoltosi per i giochi olimpici | 17               |                     |                           |                           |                           |            |
| 2009 | Torre Pellice                                           | Italia                                                  | 18                                                      |                                                         | II                                                      | 4                                                       | 16               |                     |                           |                           |                           |            |
| 2008 |                                                         |                                                         | 19                                                      |                                                         | II                                                      | 4                                                       | 15               |                     |                           |                           |                           |            |
| 2007 |                                                         |                                                         | 17                                                      |                                                         | II                                                      | 2                                                       | 14               |                     |                           |                           |                           |            |
| 2006 | campionato del mondo non svoltosi per i giochi olimpici | campionato del mondo non svoltosi per i giochi olimpici | campionato del mondo non svoltosi per i giochi olimpici | campionato del mondo non svoltosi per i giochi olimpici | campionato del mondo non svoltosi per i giochi olimpici | campionato del mondo non svoltosi per i giochi olimpici |                  |                     |                           |                           |                           |            |
| 2005 |                                                         |                                                         | 16                                                      |                                                         | II                                                      | 2                                                       |                  |                     |                           |                           |                           |            |
| 2004 |                                                         |                                                         | 17                                                      |                                                         | II                                                      | 2                                                       |                  |                     |                           |                           |                           |            |
| 2003 |                                                         |                                                         | 18                                                      |                                                         | II                                                      | 4                                                       |                  |                     |                           |                           |                           |            |
| 2002 | campionato del mondo non svoltosi per i giochi olimpici | campionato del mondo non svoltosi per i giochi olimpici | campionato del mondo non svoltosi per i giochi olimpici | campionato del mondo non svoltosi per i giochi olimpici | campionato del mondo non svoltosi per i giochi olimpici | campionato del mondo non svoltosi per i giochi olimpici |                  |                     |                           |                           |                           |            |
| 2001 |                                                         |                                                         | 19                                                      |                                                         | II                                                      | 2                                                       |                  |                     |                           |                           |                           |            |
| 2000 |                                                         |                                                         | 16                                                      |                                                         | B                                                       | 8 (retro-cessione)                                      |                  |                     |                           |                           |                           |            |
| 1999 |                                                         |                                                         | 17                                                      |                                                         | B                                                       | 1 (promo-zione)                                         |                  |                     |                           |                           |                           |            |

## Olimpiadi
PYEONGCHANG 2018 
Terza Pre-Qualificazione- gruppo E a Parigi, Francia
2º posto. 15º posto complessivo
SOCHI 2014
Pre-Qualificazione - gruppo F a Valmiera, Latvia
3º posto
VANCOUVER 2010
Primo girone - gruppo A a Liepāja, Lettonia
3º posto
| Edizione | Sede   | Piazzamento |        |
| -------- | ------ | ----------- | ------ |
| 2006     | Torino | 8º posto    | roster |